# غمار برغوثي
الغمار البرغوثي (الاسم العلمي:Gammarus pulex) هو نوع من القشريات يتبع جنس الغمار من الفصيلة الغمارية.